# Ischia di Castro
Ischia di Castro ist eine italienische Gemeinde mit 2096 Einwohnern (Stand 31. Dezember 2023) in der Provinz Viterbo in der Region Latium.
Bis 1872 hieß die Gemeinde Isola di Castro.

## Geographie
Ischia liegt 116 km nordwestlich von Rom und 40 km nordwestlich von Viterbo. Der mittelalterliche Ortskern befindet sich auf einem langgestreckten Tuffhügel am Südwestabhang der Monti Volsini südwestlich des Bolsenasees. Die Gemeinde hat Anteil am Naturpark Selva del Lamone. Das Gemeindegebiet erstreckt sich über eine Höhe von 73 bis 515 m s.l.m.
Die Nachbargemeinden sind Canino, Cellere, Farnese, Manciano (GR), Pitigliano (GR) und Valentano.
Die Gemeinde liegt in der Erdbebenzone 3 (wenig gefährdet).

### Verkehr
Ischia ist über die strada stadale SS 312 Via Castrense, die vom Bolsenasee zur Via Aurelia bei Montalto di Castro führt, erreichbar.
Der nächste Bahnhof befindet sich in Montefiascone.

## Geschichte
Ischia wurde zur Unterscheidung von anderen Orten mit dem Zusatznamen "di Castro" versehen. Es war Besitztum der Farnese und gehörte zum Herzogtum Castro, das 1649 unterging. Daher ist im Inneren ein unfertiger Palazzo Farnese zu sehen. Im Jahre 1815 wurde der Bildhauer Antonio Canova von Papst Pius VII. zum Marchese d'Ischia erhoben, weil er die Rückführung der unter Napoleon I. nach Paris geraubten Kunstwerke geleitet hatte.

## Bevölkerungsentwicklung
| Jahr      | 1881 | 1901 | 1921 | 1936 | 1951 | 1971 | 1991 | 2001 |
| --------- | ---- | ---- | ---- | ---- | ---- | ---- | ---- | ---- |
| Einwohner | 2251 | 2704 | 2722 | 2899 | 3188 | 2701 | 2609 | 2464 |

Quelle: ISTAT

## Politik
Salvatore Serra (Lista Civica: Sempre Per Ischia) wurde im Juni 2009 zum Bürgermeister gewählt. Am 25. Mai 2019 wurde er im Amte bestätigt.

### Wappen
Auf blauem Schild drei goldene Lilien als Abwandlung des Familienwappens der Farnese, einst Herzöge von Castro.

## Sehenswürdigkeiten
- Palazzo Farnese mit unterschiedlichen Bauten, die wegen ihrer verschiedenen Höhen deutlich seine Unfertigkeit zeigen.
- Die spätbarocke Pfarrkirche Sant'Ermete mit zeitlich zugehöriger Ausstattung der ersten Hälfte des 18. Jahrhunderts.
- Antiquarium Comunale mit archäologischen Funden aus der Gegend.
- Die Ruinen von Castro, der 1649 zerstörten und aufgegebenen Hauptstadt des Herzogtums Castro, befinden sich 12 km westlich des Ortszentrums.